# Tour d'Ávila
Le Tour d'Ávila (en espagnol : Vuelta a Ávila) est une course cycliste espagnole qui se déroule sur plusieurs étapes dans la province d'Ávila, en Castille-et-León. Créée en 1948, elle est organisée par le Club Ciclista Las Hervencias. 

## Présentation
La première édition de la course remonte à 1948. Elle compte alors 48 participants et se dispute du 2 au 6 mai sur cinq étapes. C'est le Madrilène Eduardo Payá qui s'impose, tandis que Federico Bahamontes obtient le prix de meilleur grimpeur. Ce dernier s'impose sur l'édition 1951.

## Palmarès
| Année     | Vainqueur                          | Deuxième                 | Troisième               |
| --------- | ---------------------------------- | ------------------------ | ----------------------- |
| 1948      | Eduardo Payá                       | Esteban Casado           | Manuel Esteban Rofso    |
| 1949-1950 | ?                                  |                          |                         |
| 1951      | Federico Bahamontes                |                          |                         |
| 1952-1955 |                                    |                          |                         |
| 1956      | Julio Jiménez                      |                          |                         |
| 1957-1965 | ?                                  |                          |                         |
| 1966      | Esteban Martín                     | José María Errandonea    | Domingo Perurena        |
| 1967-1989 | ?                                  |                          |                         |
| 1990      | David Plaza                        |                          |                         |
| 1991-1995 | ?                                  |                          |                         |
| 1996      | Juan José de los Ángeles           |                          | Joseba Beloki           |
| 1997      | ?                                  |                          |                         |
| 1998      | Josep Jufré                        | José Antonio Garrido     | Romes Gainetdinov       |
| 1999      | Sergio Pérez                       | Juan Manuel Gárate       | Alexis Rodríguez        |
| 2000      | José Márquez Granados              | J. Fernández             | Jorge Ferrío            |
| 2001      | Pas organisé ou résultats inconnus |                          |                         |
| 2002      | Francisco Palacios                 | Gerardo García           | Iban Uberuaga           |
| 2003      | Javier Ramírez Abeja               | Fernando Serrano         | Fernando Jiménez        |
| 2004      | Oleg Ruban                         | Julio García Bravo       | Javier Sáez             |
| 2005      | Carlos Ibáñez                      | Javier Sáez              | Andrés Cárdenas         |
| 2006      | Luis Amarán                        | Óscar Laguna             | Egoitz Murgoitio        |
| 2007      | Marcos García                      | Luis Amarán              | Jorge Fite              |
| 2008      | Ángel Vallejo                      | Álvaro García Caballero  | Vladimir Shchekunov     |
| 2009      | Ibon Zugasti                       | Oriol Colomé             | Jorge Martín Montenegro |
| 2010      | Ángel Vallejo                      | Oriol Colomé             | Ibon Zugasti            |
| 2011      | Moisés Dueñas                      | José Antonio de Segovia  | Ángel Vallejo           |
| 2012      | Arkaitz Durán                      | José Belda               | José Antonio de Segovia |
| 2013      | José Antonio de Segovia            | Pedro Gregori            | Miguel Gómez            |
| 2014      | José Antonio de Segovia            | Piotr Brożyna            | Javier Cantero          |
| 2015      | Miguel Gómez                       | Pablo Guerrero           | Martín Lestido          |
| 2016      | Iván Martínez                      | Wolfgang Burmann         | Iñaki Gozalbez          |
| 2017      | Alexander Grigoriev                | Miguel Ángel Ballesteros | Aser Estévez            |
| 2018      | Iván Martínez                      | Anatoliy Budyak          | Gabriel Pons            |
| 2019      | Víctor Etxeberria                  | Steven Calderón          | Carlos Gutiérrez        |
| 2020-2022 | non disputé                        |                          |                         |
| 2023      | Pablo García                       | Andrea Montoli           | Kacper Krawiec          |
| 2024      | Álex Díaz                          | José Luis Faura          | Álvaro Sagrado          |
| 2025      | José María Martín                  | Fabrizio Crozzolo        | César Pérez             |